# Prezumția de autoritate părintească comună
Prezumția de autoritate părintească comună a fost introdusă în legislațiile multor state pentru a corecta situația discriminatorie în care se aflau părinții de sex masculin cu privire la încredințarea minorilor. Începând cu jumătatea secolului al XIX-lea în Anglia, imperiu global la acea vreme, în caz de divorț copii au fost acordați în mod automat mamelor spre creștere și educare în baza unei presupuneri că acest părinte ar avea abilități parentale mai dezvoltate decât părintele de sex opus. Începând cu sfârșitul secolului XX și până în prezent, această prezumție de încredințare către mamă a fost eliminată treptat din majoritatea legislațiilor naționale, fiind înlocuită de prezumția de autoritate părintească comună.

## Prezumția de autoritate părintească comună în România
Prezumția de autoritate părintească comună este introdusă în legislația românească de noul Cod Civil, prin intermediul articolului 397. Aceasta vine să înlocuiască prezumția de încredințare către mamă a copiilor minori, în caz de divorț: 
| “                         | Articolul 397 Exercitarea autorității părintești de către ambii părinți. După divorț, autoritatea părintească revine în comun ambilor părinți, afară de cazul în care instanța decide altfel. | ” |
| — Codul Civil al României | |   |

## Prezumția de autoritate părintească comună în Europa
Această prevedere legislativă reprezintă, de altfel, trendul majoritar în legislația cu privire la divorț, la nivel european. A se vedea în acest sens Principiile Dreptului European al Familiei, emise de către Comisia Europeană privind Legislația Familiei:
| “                                            | Principiul 3:10 Efectul divorțului sau separării Autoritatea părintească nu trebuie să fie afectată de desfacerea sau anularea căsătoriei sau a altei forme de relație și nici de separarea de iure sau de facto a părinților. | ” |
| — Principiile Dreptului European al Familiei | |   |

Custodia comună este de asemenea prevăzută în protocolul numărul 7 al Convenției Europene a Drepturilor Omului care specifică faptul că "Soții au drepturi și responsabilități egale între ei și în relația lor cu copiii, înaintea căsătoriei, în timpul căsătoriei și în cazul dizolvării căsătoriei".

## Prezumția de autoritate părintească comună în SUA
| “                                                                                      | Legislația statului Michigan recunoaște că atunci când părinții se separă sau divorțează, interesul superior al copilului este servit de continuarea relației dintre copil și ambii părinți. Atât de puternică este această recunoaștere încât legea stabilește prezumția că este în interesul copilului să poată să dezvolte relații afective puternice cu ambii părinți. Prin urmare, timpul petrecut de către copil împreună cu fiecare dintre părinți trebuie calculat într-un mod rezonabil pentru a susține această legătură strânsă. Copilul are un drept de a păstra legături personale cu ambii părinți cu excepția cazului în care instanța determină în bazele unor probe incontestabile că timpul petrecut de copil împreună cu unul sau cu ambii părinți îi pune în pericol sănătatea psihică, mentală sau emoțională. | ” |
| — Ghidul pentru părinți editat de către autoritățile judecătorești din statul Michigan | |   |

## Interesul superior al minorului față de variatele prezumții de încredințare
Viziunea modernă cu privire la încredințarea minorilor se bazează pe conceptul de interes superior al copilului care a fost introdus în doctrina juridică de a valida prezumțiile de încredințare indiferent dacă este vorba de  prezumția de încredințare către tată, prezumția de încredințare către mamă ori prezumția de autoritate părintească comună. Chiar și în condițiile în care prezumția de autoritate părintească comună a eliminat prezumția de încredințare către mamă, ea însăși trebuie cercetată de către instanță prin prisma interesului superior al copilului, înainte ca instanța să decidă cu privire la relațiile dintr părinți și copii în urma divorțului. O discuție utilă cu privire la eliminarea prezumției de încredințare către mamă se poate găsi în Manualul de acordare a custodiei[nefuncțională]
 editat de către ARPCC.